# Cama-roig tortuós
El cama-roig tortuós (Laccaria tortilis) deu el seu nom científic al seu aspecte llis i brillant que sembla envernissat. Es tracta d'un cama-sec micorrízic, molt menut i per aquesta raó fàcil d'identificar. Pertany al grup dels cama-roigs.

## Morfologia
Bolet menut, de barret de fins a 2 cm de diàmetre; de lleugerament convex a estés, umbilicat o irregular; superfície llisa, bru vermellosa, higròfan; solcat des del marge fins gairebé el centre del barret; marge ondulat i tortuós.
Làmines adnates, espaiades; rosàcies.
Cama cilíndrica; curta, de fins a 2 cm, en ocasions el barret just es separa del substrat; del color del barret
Carn escassa, prima; dolça al tast, olor poc apreciable.

## Hàbitat
Comú, sovint passa desapercebut; des de estiu fins finals de tardor; en terra nu i ambients humits, especialment salzedes i boscs de ribera.

## Comestibilitat
No és comestible.